# Philipp Stöhr (Mediziner, 1891)
Philipp Stöhr (der Jüngere) (* 12. April 1891 in Würzburg; † 22. Januar 1979 in Bonn) war ein deutscher Anatom und Hochschullehrer.

## Leben
Der Neffe des Würzburger Anatomen Philipp Stöhr senior besuchte von 1901 bis 1910 das humanistische Gymnasium in Würzburg. 1911 diente er als Einjährig-Freiwilliger. Aus dem Ersten Weltkrieg kam er 1919 als Oberarzt d. R. zurück. Er erhielt das Bayerische Militärverdienstkreuz 2. Klasse mit Schwertern.
Stöhr studierte Medizin in Würzburg und Kiel. 1917 wurde er Assistent in der Würzburger Anatomie. Im selben Jahr promoviert, habilitierte er sich 1921. Unter Eugen Fischer wurde er 1922/23 in Freiburg Zweiter, 1924 in Würzburg Erster Prosektor. Er war Teilnehmer der 1915 von Assistenten der Würzburger Universitätskliniken gegründeten Freitagsgesellschaft (Würzburg). Die Referierabende durchführende Gesellschaft löste sich, nachdem die Mitglieder eine leitende Universitätsstelle erhalten habe, 1932/1933 auf.
Seit 1925 in Gießen planmäßiger Extraordinarius, wurde er 1927 in Bonn persönlicher Ordinarius und Abteilungsvorsteher. Nachdem er zwei Jahre Dekan ihrer Medizinischen Fakultät gewesen war, wurde er 1935 zum Ordinarius und Direktor des Anatomischen Instituts gewählt.
Er war zeitweise Mitglied der NSV, des NS-Dozentenbundes und des Reichsluftschutzbundes und Förderndes Mitglied der SS, nicht aber der NSDAP oder einer anderen Partei. 1935 erhielt er das Schlageter-Kreuz für die Teilnahme als Freikorpsmitglied „an den Kämpfen gegen Spartakus“. Ab 1938 war Stöhr Mitglied der Leopoldina. Der universitätsinterne Prüfungsausschuss hegte in seiner Sitzung vom 2. Februar 1946 keine Bedenken gegen den Verbleib Stöhrs in seiner Stellung.
Verheiratet war er seit 1938 mit Mathilde Schorn. Seinen Kirchenaustritt erklärte Stöhr 1946 damit, dass die Kirche unter „Reichs-Bischof Müller vollständig in nationalsoz. Fahrwasser geraten“ war.
Stöhr wurde 1963 mit dem Bayerischen Verdienstorden ausgezeichnet.